# Cheilanthes

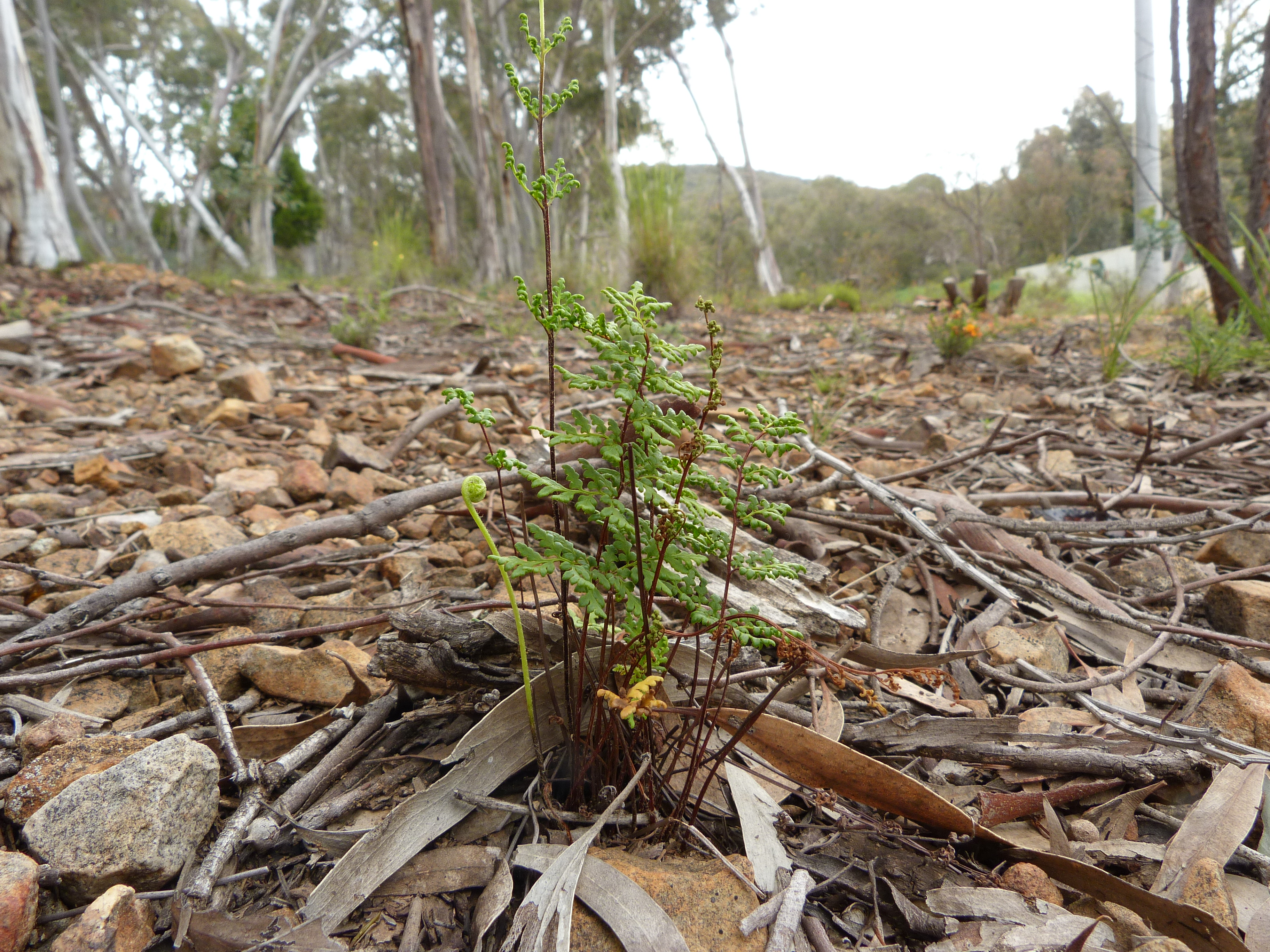
Cheilanthes austrotenuifolia

Cheilanthes es un género con 584 especies  de helechos perteneciente a la familia Pteridaceae.
Tienen una distribución cosmopolita en regiones cálidas, secas y rocosas, con frecuencia cada vez mayor en las pequeñas grietas en las alturas de los acantilados. La mayoría son pequeñas, resistentes y perennes. Las hojas, a menudo, densamente cubierta de pelo. Muchos de ellos son helechos del desierto y reviven con la entrada de humedad.  En los extremos de las venas se encuentran esporangios, esporas o estructuras portantes, están protegidos por los márgenes de la hoja, que se curvan sobre ellos.

## Especies seleccionadas
- Cheilanthes acrostica (Balb.) Tod.
- Cheilanthes adiantoides T.C.Chambers & P.A.Farrant
- Cheilanthes aemula Maxon
- Cheilanthes alabamensis (Buckley) Kunze
- Cheilanthes arizonica (Maxon) Mickel
- Cheilanthes austrotenuifolia H.M.Quirk & T.C.Chambers
- Cheilanthes bonariensis (Willd.) Proctor
- Cheilanthes brownii (Kuhn) Domin
- Cheilanthes catanensis (Cosent.) H.P.Fuchs
- Cheilanthes caudata R.Br.
- Cheilanthes cavernicola D.L.Jones
- Cheilanthes clevelandii D.C.Eaton
- Cheilanthes contigua Baker
- Cheilanthes cooperae D.C.Eaton
- Cheilanthes covillei Maxon
- Cheilanthes distans (R.Br.) Mett.
- Cheilanthes eatonii Baker
- Cheilanthes feei T.Moore
- Cheilanthes fendleri Hook.
- Cheilanthes fragillima F.Muell.
- Cheilanthes glauca (Cav.) Mett.
- Cheilanthes gracillima D.C.Eaton
- Cheilanthes guanchica Bolle
- Cheilanthes hintoniorum
- Cheilanthes hirsuta (Poir.) Mett.
- Cheilanthes hispanica Mett.
- Cheilanthes horridula Maxon
- Cheilanthes humilis (G.Forst.) P.S.Green
- Cheilanthes intertexta (Maxon) Maxon
- Cheilanthes intramarginalis (Kaulf. ex Link) Hook.
- Cheilanthes kaulfussii Kunze
- Cheilanthes lanosa (Michx.) D.C.Eaton
- Cheilanthes lasiophylla Pic.Serm.
- Cheilanthes lendigera (Cav.) Sw.
- Cheilanthes leucopoda Link
- Cheilanthes lindheimeri Hook.
- Cheilanthes maderensis Lowe
- Cheilanthes mexicana
- Cheilanthes microphylla (Sw.) Sw.
- Cheilanthes newberryi (D.C.Eaton) Domin
- Cheilanthes nitida (R.Br.) P.S.Green
- Cheilanthes notholaenoides
- Cheilanthes nudiuscula (R.Br.) T.Moore
- Cheilanthes parryi (D.C.Eaton) Domin
- Cheilanthes paucijuga Baker
- Cheilanthes peninsularis Maxon
- Cheilanthes persica (Bory) Mett. ex Kuhn
- Cheilanthes pinnatifida D.L.Jones
- Cheilanthes praetermissa D.L.Jones
- Cheilanthes prenticei Luerss.
- Cheilanthes pringlei Davenport
- Cheilanthes pseudovellea (H.M.Quirk & T.C.Chambers) D.L.Jones
- Cheilanthes pteroides Sw.
- Cheilanthes pulchella Bory ex Willd.
- Cheilanthes pumilio (R.Br.) F.Muell.
- Cheilanthes sciadioides Domin
- Cheilanthes sieberi Kunze
- Cheilanthes tenuifolia (Burm.f.) Sw.
- Cheilanthes tinaei Tod.
- Cheilanthes tomentosa Link
- Cheilanthes vellea (Aiton) F.Muell.
- Cheilanthes villosa Davenport ex Maxon
- Cheilanthes viscida Davenport
- Cheilanthes wootonii Maxon
- Cheilanthes wrightii Hook.
- Cheilanthes yavapensis T.Reeves ex Windham
- Lista de especies

-- Referencias --
1. ↑  Sinónimos en PPP-index
2. ↑  Especies en The International Plant Names Index